# IDEM
IDEM je umjetničko ime hrvatskog kantautora i multiinstrumentalista Antuna Alekse od 2023. godine. Ističe se spajanjem alternativnog popa i punk utjecaja.

## Životopis
Antun Aleksa rođen je u Zagrebu. Pohađao je srednju glazbenu školu i Klasičnu gimnaziju, da bi potom diplomirao računalnu znanost na Fakultetu elektrotehnike i računarstva (FER) u Zagrebu. Prije IDEM-a, Aleksa je bio aktivan u nekoliko bendova na hrvatskoj nezavisnoj sceni: Trophy Jump (vokal i gitara), Porto Morto (trombon), JeboTon Ansambl (trombon).
Godine 2020. Aleksa je počeo raditi vlastiti solo materijal na hrvatskom jeziku, nakon dugogodišnjeg pisanja na engleskom. Ime projekta potječe od njegovog nekadašnjeg nadimka na društvenim mrežama „Antun Idem”, inspiriranog odlaskom na koncert benda NOFX 2010. godine.
Prvi službeni singl „ŠtetaŠtetaŠteta” objavljen je početkom 2023. godine, nakon čega su uslijedili singlovi „Potopi ovaj brod” i „Par put godišnje”.
Debitantski album „poyy” objavljen je 5. svibnja 2023. godine. Album sadrži deset pjesama koje tematiziraju svakodnevicu, životne frustracije i potragu za smislom. Među istaknutim pjesmama su: „Tu je sve”, „Barem 500” i „Nikad sama”.
Album je osvojio nekoliko nagrada, uključujući i Porina za novog izvođača godine 2024.
Drugi album „CIAO” objavljen je 11. studenog 2024. godine. Album je donio suradnju s Marinom Tandarom (iz sastava Svemirko) na pjesmi „Sve odjednom”. „CIAO” je nastavio stopama prethodnika osvajanjem Rock&Off nagrade za album godine, a IDEM je pritom osvojio i nagrade za izvođača godine i koncertnog izvođača godine.
IDEM je nastupao na festivalima poput INmusica, RockLive, i dr. Nastupio je kao predgrupa Baby Lasagni na zagrebačkoj Šalati u rujnu 2024. godine.
U ožujku 2025. godine započela je turneja „CIAO Tour 2025”, koja  uključuje nastupe u Zagrebu, uz gostovanja u Puli, Rijeci, Zadru, Beogradu, Novom Sadu i Osijeku.

## Glazbeni stil
Glazbeni stil IDEM-a karakterizira spoj indie popa, post-punka i alternativnog rocka s emotivnim tekstovima na hrvatskom jeziku koji govore o svakodnevnim iskustvima, frustracijama i potrazi za smislom.

## Nagrade i priznanja
- 2024.: Porin za novog izvođača godine
- 2024.: Rock&Off nagrade za album godine („CIAO”), izvođača godine i koncertnog izvođača godine
- 2025.: Nominacija za Porin u kategoriji alternativni album godine za album „CIAO”

## Diskografija

### Albumi
- „poyy” (2023.)
- „CIAO” (2024.)